# Власт
Власт је легитимна или друштвено прихваћена употреба моћи. То је легитимна моћ коју једна особа или група људи има над другом особом или групом људи. Елемент легитимитета је кључан за поимање власти и представља главно средство за разликовање власти од општијег концепта, моћи. Моћ може бити примењена уз употребу силе или насиља, а власт, насупрот томе, зависи од прихватања подређених да они који су изнад њих имају права да им издају наређења или упутства.
Власт је институционална моћ, а заснована је на нормативним претпоставкама које имају за собом ауторитет, који произилази из воље грађана или друштвене организације. Нормативни поредак је основа конституисања власти. Без организације нема власти. Власт је легитимни облик моћи. Где је власт ту су успостављени односи између права и дужности њених носилаца, али и оних који су јој потчињени. Власт је такав однос у коме нема места самовољи нити слепој послушности него су односи међусобно јасно успостављени. Моћ је дифузно распрострањена, а власт се креће у одређеним границама. Она никада не значи потпуну контролу. Власт издаје одређено упозорење и забране што зависи од природе, друштва и власти. Она штити успостављену друштвену организацију и служи тој сврси. Да би то постигла мора бити санкционисана, а да би санкционисала мора имати инструменте − користи принуду (без обзира на моралну сагласност и вољу грађана). Постоје разни облици власти и државног уређења.

## Типови власти
Типове политичке власти први је дефинисао Макс Вебер у свом есеју Политика као позив и његовим другим делима из периода 1919-1920. У овом есеју, он наглашава да се политичка власт која контролише државу може састојати од следећих типова власти или појма који се у немачком језику означава као Херрсцхафt:
- Традиционална власт - моћ чији легитимитет проистиче из поштовања према дуготрајним културним обрасцима.
- Харизматска власт - моћ чији легитимитет проистиче из изузетних личних способности које подстичу на посвећеност и послушност.
- Рационално-правна власт - такође позната и као бирократска власт, када је власт легитимизована путем правно установљених правила и прописа, каква је на пример, државна власт.

## Подела власти
Основна подела власти у многим земљама:
- законодавна власт,
- извршна власт,
- судска власт.

### Према облику владавине
У овом облику власти гледају се особине које имају носиоци власти, начину доласка на власт те према односу власти и владара према грађанима. У ову поделу спада: монархија, диктатура, република и хилафет.

### Према друштвеном уређењу
Овде се ради о карактеру унутрашње структуре државе и о томе да ли су унутрашњи механизми једноставни или сложени. Разликујемо једноставне државе и сложене државе.

### Према типу политичког система
Овде се ради о позицији становништва према државној власти. У ову поделу спадају: аутократија, олигархија, демократија и суракратија.

### Према степену централизације
Ова подела се бави односом централних и локалних органа. У централистичким државама локални органи имају малу самосталност (у унитарним државама које нису састављене од савезних држава главни град поседује све институције). У децентрализованим државама локални органи имају самосталност. Данас не постоји искључиво једна или друга варијанта већ у државама сусрећемо и једне и друге елементе.

## Функције
Влада се бави разним стварима укључујући: економију, образовање, здравство, науку, територију и рат.
Територија
Модерна стандардна јединица територије је земља. У тој територији могу постојати субнационални органи који могу управљати неким дијеловима територија али зато немају пуну моћ коју има национална влада.
Спровођење закона
Владе користе разне методе да одрже ред и мир, као што су полиција и војска (поготово у деспотизму и полицијским државама), договори са другим државама, и одржавање подршке у држави. Типичне методе одржавања подршке и легитимитета су изградња инфраструктуре за судство, администрацију, транспорт, социјалну помоћ и друге. Различите политичке идеологије имају различите идеје о томе шта влада може а шта не може чинити. 
Ниже јединице власти
Различите форме владе и власти су биле предложене и прихваћене. Влада у развијеним земљама ће сигурно имати неке ниже организације као што су службе, бирои, министарства, агенције, које ће водити политички изабрани функционери, често звани министри или секретари.
Министри могу бити и саветници, али у пракси и они лично имају један ниво моћи који могу директно испољити. У модерним демократијама, изабрано законодавство има моћ да распусти владу, иако државни поглавар генерално има опсег да изабере нову владу. У таквим државама, могуће је сменити и државног поглавара. У Сједињеним Америчким Државама постоји процес импичмента са којим се може сменити председник (Ричард Никсон је требало да буде смењен на такав начин али је дао оставку пре тога).

## Деца и три чиниоца власти
Три чиниоца власти су: статус, стручне вештине или знања и друштвени положај. Ове три особине су нарочито значајне када је реч о деци и њиховом односу према родитељима и наставницима. Истраживање је показало да деца имају комплексно поимање ауторитета. Када доносе закључке о ауторитету, деца узимају у обзир типове наређења, карактеристике особе од ауторитета и друштвени контекст (Laupa, 1991).
Иако деца препознају сва три чиниоца власти, она увек прво процењују легитимност особе од ауторитета кроз природу наређења која те особе издају. На пример, наставнику који из перспективе детета изгледа као да нема легитимну моћ (можда зато што не успева да успостави одговарајућу контролу над одељењем), деца неће бити повинована.
У погледу родитељства, ауторитативни родитељи, који су нежни и пријатни, а имају високу бихевиоралну, а ниску психолошку контролу, имају веће шансе да буду доживљени као да имају легитимну власт над дететом. У том случају, дете ће веровати да има дужност да буде послушно и да усвоји њихове вредности. (Darling, Cumsille & Martinez, 2008)

## Макс Вебер о власти
Макс Вебер је у својим социолошким и психолошким делима идентификовао и разликовао три типа легитимне доминације ( у немачком, што значи "доминација" или "правило") који су у енглеском језику интерпретирани као три типа власти јер доминација није перципирана као политички концепт. Вебер је дефинисао доминацију (власт) као могућност да наређења буду прихваћена од стране специфичне групе људи. Легитимна власт је она чији је легитимитет оправдан и препознат, како са становишта надређеног, тако и са тачке гледишта потчињеног. Легитимна владавина резултује оним што Вебер назива монополом над применом принудне силе, на датој територији. У модерном свету, таква власт је уобичајено додељена полицији или судству.
Вебер је поделио легитимну власт на три типа:
- Први тип који је Вебер разматрао јесте рационално-легална власт. То је облик власти који због порекла своје легитимности зависи од формалних правила и установљених закона државе који су записани и врло често веома комплексни. Моћ рационално-правне власти је дефинисана у Уставу државе. Модерна друштва заснована су рационално-правној власти коју поседују званичници владе у већини земаља. Бирократе су резултат овог типа власти.
- Други тип власти јесте традиционална власт која произилази из дуготрајних обичаја, навика и друштвених структура. Када власт прелази са једне генерације на другу, реч је о традиционалној власти. Право наследних монархија на власт пружа очигледан пример. Династија Тјудора у Енглеској или владавина породице Мевар у Раџастану (Индија) су неки од примера традиционалне власти.
- Трећи тип власти је харизматска власт. Овде кључну улогу игра харизма појединца или вође. То је власт која проистиче из "дара или благослова" или тврдње вође да његова моћ долази од неке "више силе" (на пример, од Бога или природних закона и права) или путем продуховљења, власт која је супериорна у односу на традиционалну или рационално-легалну власт и следбеници то прихватају, вољни су да следе ову узвишену власт уместо оне који су досад следили. Пример за ово може бити НТ Рама Рао, филмска звезда, који је касније постао један од најмоћнијих министара индијске државе Андра Прадеш.

Историја бележи неколико друштвених покрета и револуција покренутих од стране харизматичног вође. Вебер тврди да оно што разликује принуду, силу и моћ једне стране и вођство, убедљивост и утицај, с друге стране, јесте управо легитимитет. Надређени осећају да имају право да издају наређења; подређени осећају обавезу да се повинују. Друштвени научници се слажу да је власт само један од неколико ресурса расположивих службеницима на формалним положајима. На пример, председник државе зависи од позиционирања своје власти. Његов легитимитет мора бити признат од стране не само грађана, већ и оних који имају контролу над кључним државним ресурсима: особље, кабинет председника, војни лидери, а у крајњој инстанци и читава администрација и политички апарат целокупног друштва.
Власт може бити створена или изричито или имплицитно; (2) јавни субјекти делују јавно и да би доделили овлашћења својим агентима, користе иста средства комуникације која агенти даље користе за комуникацију трећим лицима; (3) очигледан ауторитет представља ситуацију када надређени свом агенту поставља ограничења која нису позната трећем лицу; (4) ограничења органима власти су остварена на отворен начин, кроз законе и прописе; (5) свако, укључујући и предузетнике, треба да зна законе и прописе наше власти и стога је (6) концепт "очигледне власти" често неподесан када је реч о државној власти, будући да се само разумљива ограничења сматрају позната трећим лицима, урушавајући било какву појаву власти.
У скорије време, концепт власти се такође разматра као водећи принцип у дизајну интеракције између машине и човека.}}

## Историја
Древна схватања ауторитета потичу из Рима и касније извлаче из католичке (томистичке) мисли и других традиционалних схватања. У модернијем смислу, облици власти укључују прелазну власт (на пример попут оне у Камбоџи), јавну власт у облику народне моћи и, у административнијим терминима, бирократске или управљачке технике. Што се тиче бирократског управљања, једно од ограничења владиних агената извршне власти, како их је истакао Џорџ А. Краусе, јесте то што они нису толико блиски народној вољи као што су то изабрани представници. Захтеви за ауторитетом могу се проширити на национални или индивидуални суверенитет, што се широко или привремено схвата као захтев за политички ауторитет који је легитиман.
Историјска примена ауторитета у политичком смислу укључује формирање града-државе Женеве, а експериментални трактати који укључују тему ауторитета у вези са образовањем укључују Емил, или О образовању Жан-Жака Русоа. Како Дејвид Лајтин дефинише, ауторитет је кључни концепт који треба дефинисати у одређивању опсега и улоге политичке теорије, науке и истраживања. Релевантност утемељеног схватања власти укључује основно утемељење и формирање политичких, грађанских и/или црквених институција или представника. Последњих година, међутим, ауторитет у политичком контексту је довођен у питање или оспораван.

## Политичка филозофија
Било је неколико доприноса дебати о политичком ауторитету. Између осталих, Хана Арент, Карл Јоаким Фридрих, Томас Хобс, Александар Којев и Карл Шмит дали су неке од најутицајнијих текстова.
У европској политичкој филозофији, јурисдикција политичке власти, локација суверенитета, балансирање појмова слободе и ауторитета, и захтеви политичких обавеза су била кључна питања од времена Платона и Аристотела до данас. Већина демократских друштава је укључена у сталну дискусију о легитимном обиму вршења владине власти. У Сједињеним Државама, на пример, преовлађује уверење да политички систем какав су успоставили очеви оснивачи треба да пружи становништву онолико слободе колико је разумно; та влада би у складу са тим требало да ограничи своја овлашћења, што је познато као ограничена влада.
Политички анархизам је филозофија која одбацује легитимитет политичког ауторитета и приврженост било ком облику суверене владавине или аутономије националне државе. Аргумент за политичку анархију износи Мајкл Хјумер у својој књизи Проблем политичког ауторитета. С друге стране, један од главних аргумената за легитимност државе је нека форма теорије друштвеног уговора коју је развио Томас Хобс у својој књизи Левијатан из 1668. или Жан-Жак Русо у својим политичким списима о друштвеном уговору.